# Francisco de Paula Lavayen
Francisco de Paula Lavayen y Mugüerza (Guayaquil, Virreinato de la Nueva Granada, 1785 - Quito, Ecuador, 24 de mayo de 1858) fue un aristócrata, militar y prócer guayaquileño que participó en la independencia de Guayaquil y en otras batallas emancipadoras.

## Biografía
Nació en Guayaquil, perteneciente a familias de la antigua nobleza guayaquileña y del virreinato del Perú.[cita requerida] Sus padres fueron don Pedro Lavayen y Rodríguez Plaza y la señora María Magdalena de Mugüerza y Fructoso. Nieto de Gabriel de Lavayen y Santistevan y de doña Ana María Rodríguez Plaza y Franco. Bisnieto del capitán de milicias y corregidor de Santiago de Guayaquil don Miguel de Lavayen e Iriarte y doña Ana de Santistevan y Morán de Butrón. Por su madre, nieto de don Juan Antonio de Mugüerza y de Alcántara Valverde Contreras y Ampuero, nacido en Lima, Caballero de la Orden de Alcántara, descendiente de un conquistador de Perú, fundador de Lima y de una princesa inca hermana del último emperador Atahualpa; bisnieto de don Domingo de Mugüerza, señor de Elgoibar, nacido en Guipúzcoa; primo de don Juan Mugüerza de Alcántara y S. de Orellana, Caballero de la Orden de Santiago; y tío de don Juan Mugüerza Vítores y Coello de Portugal.  
Desde temprana edad empezó su vocación militar. El 8 de febrero de 1819 tuvo su primera batalla en el Golfo de Guayaquil, como primer teniente de la primera compañía del Batallón de Cívicos, al enfrentarse a la presencia de la escuadra naval del almirante Guillermo Brown, a quien presumían de ataque pirata. Lavayen fue uno de los primeros en abordar la nave y tomar prisionero a Brown. Posteriormente Brown fue liberado por petición de varios personalidades de la ciudad al conocer las intenciones independentistas del almirante argentino.
Posteriormente Lavayen fue invitado por José de Antepara a la célebre reunión conocida como La Fragua de Vulcano, el 1 de octubre de 1820 en casa de don José de Villamil, en la cual se dispuso la colaboración de varios personajes para la independencia de Guayaquil, hecho que tomó lugar días más tarde, el 9 de octubre. La noche previa a la proclama independentista, Lavayen acompañó al capitán Luis Urdaneta a capturar al Cuartel Daule, tras lo cual, junto a otros ocho voluntarios, atacaron y se apoderaron de la batería Las Cruces al sur de la ciudad.
Lavayen fue ascendido al grado de capitán, tras conformarse la Provincia Libre de Guayaquil, y fue miembro del Colegio Electoral. Fue enviado como parte de una delegación que informó al libertador Simón Bolívar de los acontecimientos en Guayaquil, y más tarde, junto al general Antonio José de Sucre regresó a la ciudad para luego ponerse a disposición de la causa independentista, tomando partida en la batallas de Yaguachi y del segundo Huachi, así como en otras hasta terminar en la batalla de Pichincha el 24 de mayo de 1822.
Luego de la anexión forzada de la Provincia Libre de Guayaquil a la Gran Colombia, al autoproclamarse Simón Bolívar como dictador, Lavayen se enlistó en las filas grancolombianas y participó en las batallas de Junín y Ayacucho, en donde se determinó la independencia total americana del poder europeo. Al pasar varios años, todavía bajo el mando del general Sucre, luchó en la batalla del Portete de Tarqui entre colombianos y peruanos.
Para 1830, creado el nuevo estado de Ecuador al separarse de la Gran Colombia, Lavayen fue parte de la oposición al gobierno de Juan José Flores. El 12 de octubre de 1833 fue parte de una rebelión en contra del floreanismo y que proclamó como jefe supremo a Vicente Rocafuerte, con lo cual se le otorgó el grado de coronel. Luego de un año, fue tomado prisionero en la isla Puná y conducido a los calabozos de Cuartel de Artillería de la ciudad de Guayaquil por cargos de sedición. Fue posteriormente puesto en libertad debido a negociaciones entre Rocafuerte y Flores.
Francisco de Paula Lavayen desempeñó varios cargos públicos y militares. Falleció en la ciudad de Quito el 24 de mayo de 1858 y fue sepultado en el cementerio de El Tejar de la Merced.